# World Top Four femminile 1988
La I World Top Four di pallavolo femminile si è svolta dal 5 al 10 novembre 1988 a Hiroshima, in Giappone. Al torneo hanno partecipato 4 squadre nazionali e la vittoria è andata per la prima volta alla Cina.

## Squadre partecipanti
- Cina
- Giappone
- Perù
- Unione Sovietica

## Fase unica

### Finali 1º e 3º posto
|  | Semifinali | Semifinali | Semifinali       |                  |      | Finale   | Finale   | Finale   |  |
|  |            |            |                  |                  |      |          |          |          |  |
|  | -          | -          | -                |                  |      |          |          |          |  |
|  | -          | -          | -                |                  |      |          |          |          |  |
|  | -          | -          | -                |                  |      |          |          |          |  |
|  | -          | -          | -                |                  | Cina | Cina     | 3        |          |  |
|  |            |            |                  |                  | Cina | Cina     | 3        |          |  |
|  |            |            | Unione Sovietica | Unione Sovietica | 1    |          |          |          |  |
|  | -          | -          | Unione Sovietica | Unione Sovietica | 1    | -        |          |          |  |
|  | -          | -          |                  |                  |      | -        |          |          |  |
|  | -          | -          | -                |                  |      | 3º posto | 3º posto | 3º posto |  |
|  | -          | -          | -                |                  |      |          |          |          |  |
|  |            |            |                  |                  |      |          |          |          |  |
|  |            |            |                  |                  |      | Perù     | Perù     | 3        |  |
|  |            |            |                  |                  |      | Perù     | Perù     | 3        |  |
|  |            |            |                  |                  |      | Giappone | Giappone | 1        |  |

## Classifica finale
| Classifica | Squadre          |
| ---------- | ---------------- |
|            | Cina             |
|            | Unione Sovietica |
|            | Perù             |
| 4          | Giappone         |